# Joseph Brom
Pour les articles homonymes, voir Brom.
Joseph Brom est un journaliste et homme politique alsacien, né le 10 octobre 1881 à Blotzheim (Haut-Rhin) et décédé le 30 janvier 1945 à Mulhouse (Haut-Rhin). Il fut député au Landtag d'Alsace-Lorraine, puis député à l'Assemblée nationale et sénateur.
Il est le grand père de Jean-Marie Brom, né en 1953, physicien, expert dans les domaines de l'énergie et homme politique, membre fondateur du parti des Verts dont il reste membre jusqu'en 2014, actuellement membre de la France Insoumise.
Jean-Marie Brom a été élu conseiller municipal de la ville de Strasbourg de 2001 à 2008.

## Biographie
Après un début de carrière dans le journalisme et le syndicalisme chrétien, Joseph Brom entre en politique en 1911. Il est élu député au Landtag d'Alsace-Lorraine, dont il est l'un des plus jeunes membres. Il y siège jusqu'en 1918. Après le Traité de Versailles, en 1919, il devient conseiller municipal de Mulhouse. En 1923, il devient adjoint au maire de cette ville et conseiller général de Hirsingue, mandat qu'il conserve jusqu'à la Seconde Guerre mondiale.
Militant de l'Union populaire républicaine, parti catholique alsacien, il se présente aux élections législatives de 1924 et est élu député du Haut-Rhin. Il se démet alors de son mandat municipal et siège au groupe des Démocrates, expression parlementaire du nouveau Parti démocrate populaire, premier grand parti spécifiquement démocrate-chrétien en France.
Réélu en 1928 et 1932, il poursuit son affiliation au PDP. Au Parlement, il se montre un député actif sur les questions de prévoyance et d'action sociale ; il est également très dynamique sur tout ce qui concerne l'Alsace-Lorraine.
En 1936, il abandonne la Chambre des députés pour entrer au Sénat. Il n'y rejoint aucun groupe parlementaire et continue à travailler sur les questions relatives à l'Alsace-Lorraine.
Le 10 juillet 1940, il vote en faveur de la remise des pleins pouvoirs au Maréchal Pétain. Il est arrêté par la Gestapo de Mulhouse et est envoyé en exil intérieur dans son village natal, qu'il ne pourra quitter qu'après la libération de l'Alsace en novembre 1944. Revenu à Mulhouse,  Il y meurt peu après, le 15 janvier 1945.
Une rue de Blotzheim porte son nom, avec la mention:  "bienfaiteur".